# Anolis ahli
Anolis ahli – gatunek jaszczurki z rodziny Anolidae. Endemit Kuby; jest zagrożony wyginięciem.

## Systematyka
Gatunek zaliczany jest do rodzaju Anolis. Rodzaj ten umieszcza się obecnie w monotypowej rodzinie Anolidae. W przeszłości zaliczano go jednak do rodziny legwanowatych (Iguanidae).

## Rozmieszczenie geograficzne
Jest to gatunek endemiczny Kuby, o niewielkim zasięgu występowania liczącym 608 km². Spotyka się go jedynie w Sierra de Trinidad na południu wyspy.

## Siedlisko
Przedstawicieli opisywanego tu gatunku jaszczurki spotyka się w lasach z drzewami o szerokich liściach. Osobniki widywane są w okolicy dróg i ścieżek.

## Zagrożenia i ochrona
W Czerwonej księdze gatunków zagrożonych IUCN Anolis ahli jest klasyfikowany jako gatunek zagrożony (EN, ang. Endangered).
Nie wiadomo, czy populacja tego gatunku utrzymuje się na stabilnym poziomie; jej liczebność również nie jest znana, choć wiadomo, że jest to gatunek rzadki.
Gatunkowi zagraża wylesianie związane z rozwojem przemysłu rolnego i procesami urbanizacyjnymi. Występuje on na obszarach chronionych Paisaje Natural Protegido Topes de Collantes i Reserva Ecológica Lomas de Banao, IUCN nie posiada jednak wystarczających informacji na temat jego ochrony, którą uważa za niewystarczającą.